# 淞滬路
淞滬路是中華人民共和國上海市楊浦區一條南北走向道路，北起军工路以南何杨线，南與邯鄲路、翔殷路、四平路和黃興路（五角場）相交。沿途有復旦大學江灣校區和江灣體育場。道路始建於1922年，當時政府計畫道路從公共租界通往吳淞，所以起名淞滬路。但實際上當時道路僅從五角場修建至殷高路。後閘殷路以北至殷高路路段又被日本軍隊挪作他用，迫使淞滬路縮短至閘殷路。後又北延伸至國帆路。2021年8月，淞沪路、三门路下立交工程改造完成正式通车，自此后，市民驾车从淞沪路民府路出发，可通过隧道快速到达五角场环岛。

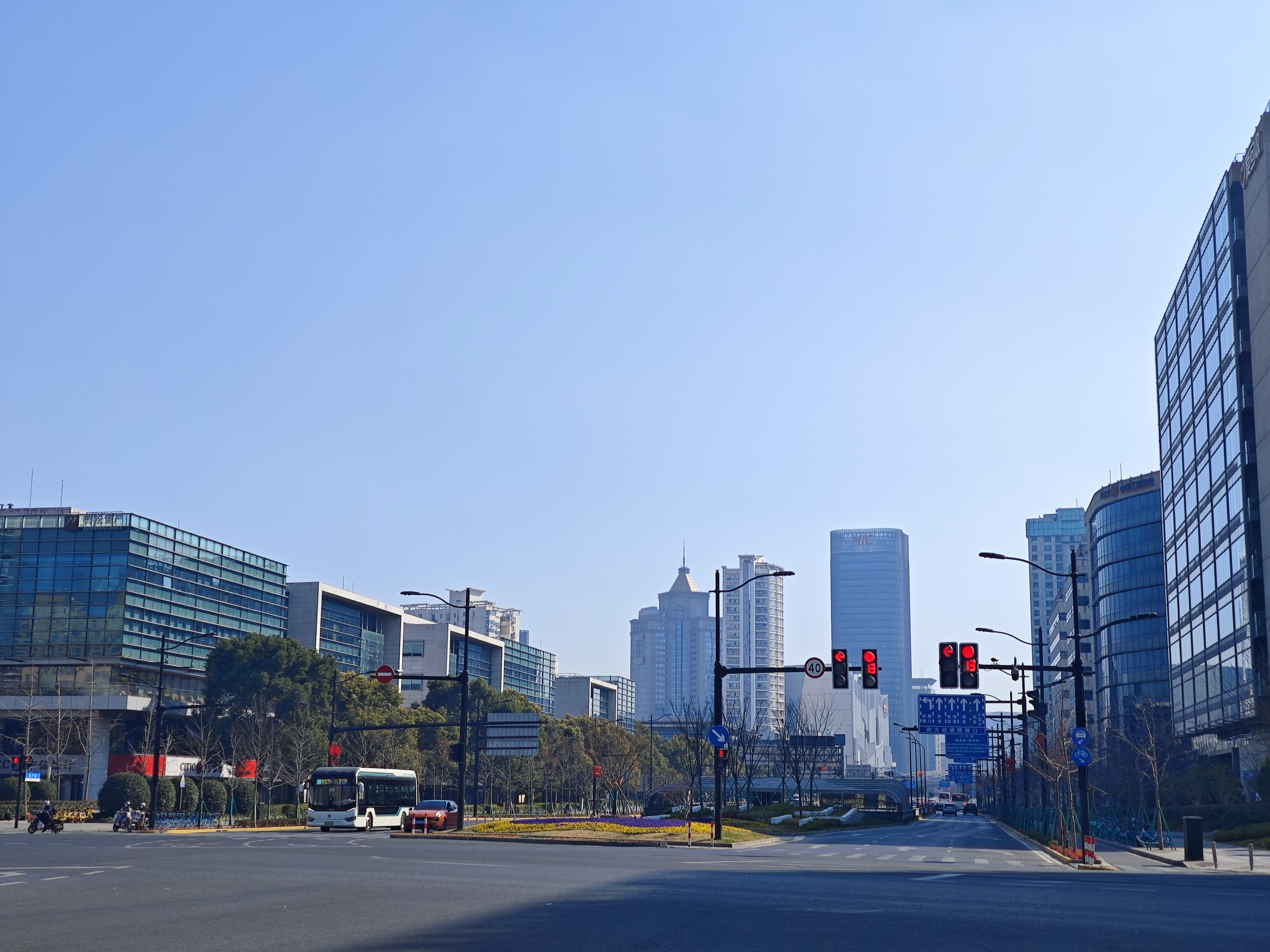
淞沪路，政立路口